# Luperina rubella
Luperina rubella is een vlinder uit de familie uilen (Noctuidae). De wetenschappelijke naam is voor het eerst geldig gepubliceerd in 1835 door Duponchel.
De soort komt voor in Europa.